# San José Jiquilpan
San José Jiquilpan es una localidad de México perteneciente al municipio de Apan en el estado de Hidalgo.

## Toponimia
San José en honor a José de Nazaret. Xiquil-pan, lugar de añil o de la planta con que se prepara.

## Geografía
A la localidad le corresponden las coordenadas geográficas 19° 37’ 36.549” de latitud norte y 98° 23’ 13.52” de longitud oeste, con una altitud de 2503 m s. n. m. Se encuentra a una distancia aproximada de 17.30 kilómetros al sureste de la cabecera municipal, Apan.
En cuanto a fisiografía, se encuentra dentro de la provincia del Eje Neovolcánico dentro de la subprovincia de Lagos y Volcanes de Anáhuac; su terreno es de llanura. En lo que respecta a la hidrología se encuentra posicionado en la región Panuco, dentro de la cuenca del río Moctezuma, en la subcuenca de la laguna de Tochac y Tecocomulco. Cuenta con un clima templado subhúmedo con lluvias en verano, de menor humedad.

## Demografía
En 2020 registró una población de 814 personas, lo que corresponde al 1.74 % de la población municipal, de las cuales 409 son hombres y 405 son mujeres. Tiene 205 viviendas particulares habitadas.
| Gráfica de evolución demográfica de San José Jiquilpan entre 1900 y 2020                     |
|                                                                                              |
| Población de los censos y conteos del Instituto Nacional de Estadística y Geografía (INEGI). |

## Economía
La localidad tiene un grado de marginación medio y un grado de rezago social muy bajo.